# Sinh khoáng
Sinh khoáng nghiên cứu về sự sinh ra và phân bố các tích tụ khoáng sản từ cấp khu vực đến cấp toàn cầu, có sự nhấn mạnh mối liên hệ giữa không gian và thời gian đối với các đặc điểm kiến tạo và thạch luận khu vực của lớp vỏ Trái Đất.